# 컨솔리데이티드 XP4Y 코레히도르

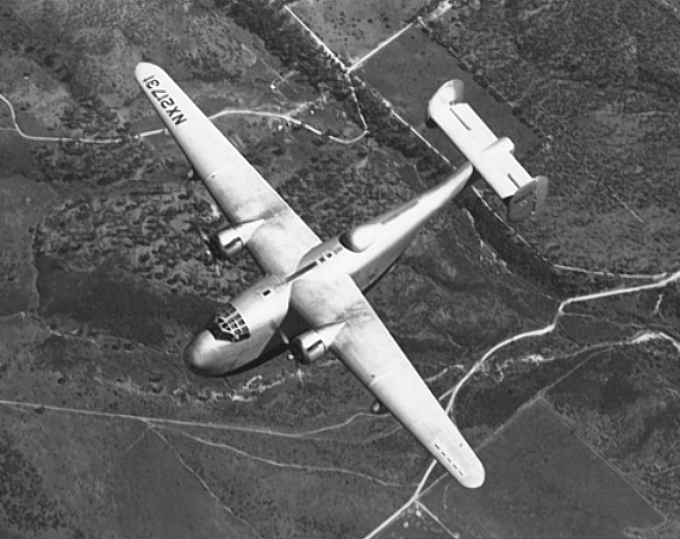

컨살러데이티드 XP4Y 코레히도르(Consolidated XP4Y Corregidor, 회사 모델 31)는 컨살러데이티드 에어크래프트가 미국 해군을 위해 제작한 미국의 쌍발 엔진 장거리 해상 순찰 비행정이었다. 1대만 제작되었고 200대 생산 주문이 취소되었다.

## 제원(XP4Y-1)

### 일반적인 특징
- 길이: 22.58m(74피트 1인치)
- 날개 길이: 33.53m(110피트 0인치)
- 높이: 7.67m(25피트 2인치)
- 날개 면적: 1,048평방피트(97.36m2)
- 총 중량: 48,000lb(21,772kg)
- 동력장치: 2 × Wright R-3350-8 Cyclone 18 2열 방사형 피스톤 엔진, 각 2,300hp(1715kW)

### 성능
- 최대 속도: 247mph(398km/h, 215kn)
- 순항 속도: 136mph(219km/h, 118kn)
- 범위: 5,279km, 2,850nmi(3,280마일)
- 서비스 천장: 21,400피트(6,520m)
- 상승 속도: 1,230ft/min(6.25m/s)

### 군사
- 선수 포탑에 1 x 37mm 대포(제안됨)
- 2 x 0.5in (12.7mm) 기관총 등 및 꼬리 (제안됨)
- 4,000lb(1814kg)의 외부 폭탄 또는 폭뢰(제안됨)